# Coelocraera sigillata
Coelocraera sigillata är en skalbaggsart som först beskrevs av Thérond 1968.  Coelocraera sigillata ingår i släktet Coelocraera och familjen stumpbaggar. Inga underarter finns listade i Catalogue of Life.